# ニュージーランド・ヘディング・ドッグ

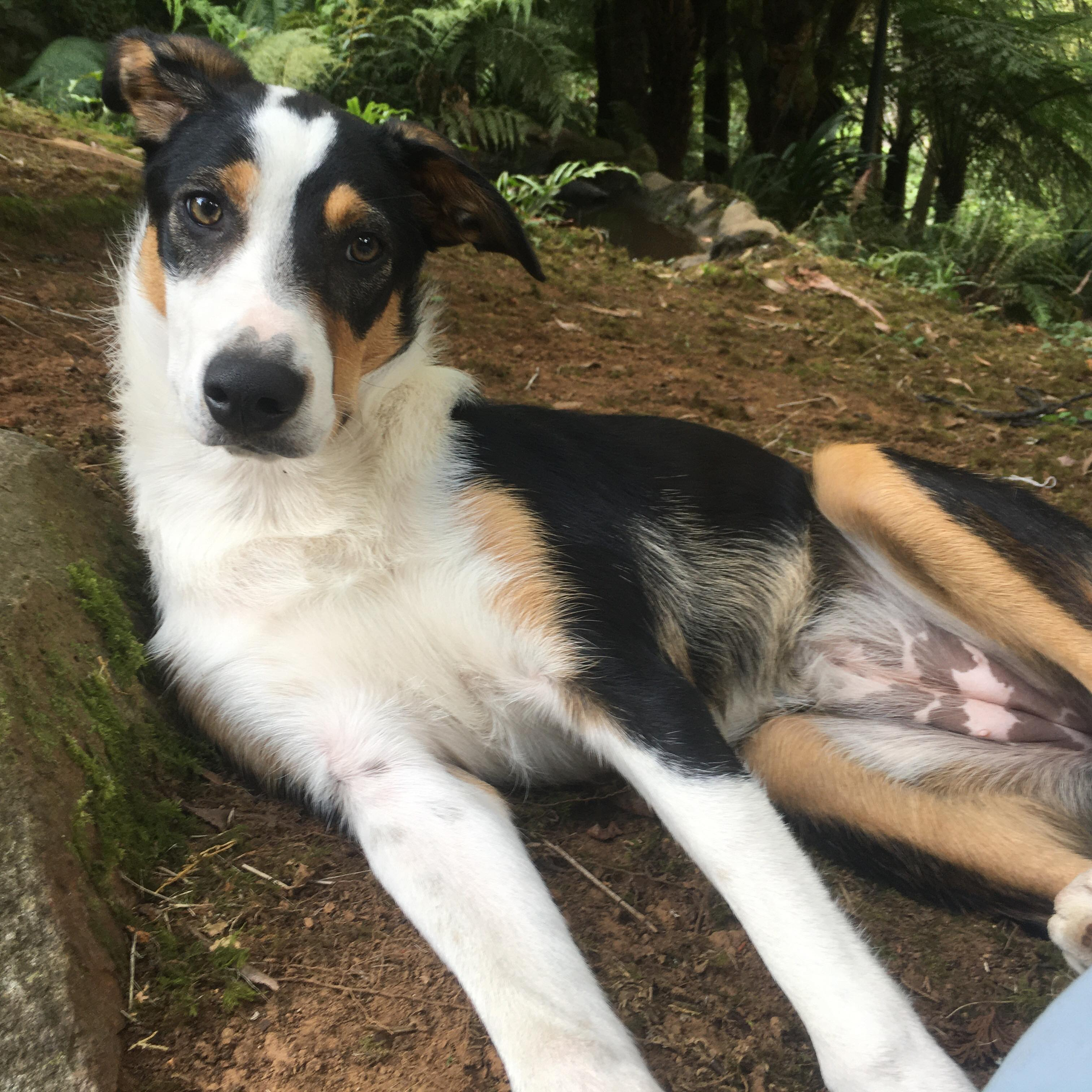

ニュージーランド・ヘディング・ドッグ（英：New Zealand Heading Dog）とは、ニュージーランド原産の牧羊犬種である。
別名はニュージーランド・ストロング・アイ・ヘディング・ドッグ（英：New Zealand Strong Eye Heading Dog）だが、「ニュージーランド・ヘディング・ドッグ」「ストロング・アイ・ヘディングドッグ」の犬種名で呼ばれている。
犬種名の「ヘディング」というのは、ボールを頭で打つことからきたのではなく使役方法に由来するもので、長い別名にある「ストロング・アイ」というのは優秀な働きをした牧羊犬に使われるほめ言葉、「ストロング・アイ」が由来であるといわれている。
なお、ニュージーランド・ハーディング・ドッグと読むのは間違いである（ヘディング：Heading≠ハーディング：Herding）

## 歴史
もともとは名も無きワーキング・コリーとして扱われていたため、詳しい生い立ちは分かっていない。オーストラリアで使役されていた短毛のワーキング・コリーがニュージーランドへ渡り、スムースコートのボーダー・コリーやイングリッシュ・グレイハウンド等とかけ合わせることにより生まれた犬種であるといわれている。
主にニュージーランド・ハンタウェイと組んで牧羊犬として使われている。ハンタウェイが羊を後ろから吠えて追い立て、ヘディング・ドッグは羊の前方で併走しながら羊を睨みつけて方向をコントロールする。理解力の良さと運動神経の良さを持ち合わせているため、ニュージーランドでは使役犬としてだけでなくドッグスポーツにも多く使用されている。ハンタウェイと共に原産国では人気の犬種だが、FCIへの公認申請は行っていない。原産地外では珍しい犬種だが、日本でも飼育が行われている。然し、FCI及びジャパンケネルクラブに公認されていない犬種であるため、国内登録頭数順位等はカウントされていない。

## 特徴
ハンタウェイと比べるとやや体が小さく、マズル・首・脚・胴・尾が長い。半垂れ耳、飾り毛の少ない長い垂れ尾で、筋肉質の引き締まった体つきをしている。瞳の色は通常黒（ブラウン）であるが、バイアイの犬も多く存在する。コートはスムースコートとショートコートの2タイプの長さがあり、毛色はブラック地にタンとホワイトのマーキングがあるトライカラーやそれにスチール・ブルーの斑があるもの、ホワイトを地色とした複色などさまざまである。体高53cm前後、体重14 - 23kgの中型犬で、性格は物静かで冷静、温厚で仕事熱心である。ハンタウェイと違ってほとんど吠えず普段は大人しい犬だが、仕事の際は活発に動いて的確に羊を誘導する。運動量はやはりすさまじく多いが、運動量を消化できればペットとして飼うのに向いた犬種である。遺伝的にかかりやすい病気は無いが、運動のし過ぎによる関節疾患に注意が必要である。

## 参考
- 『デズモンド・モリスの犬種事典』デズモンド・モリス著書、福山英也、大木卓訳 誠文堂新光社、2007年
- 『日本と世界の愛犬図鑑2009』（辰巳出版）藤原尚太郎編・著